# Blau (Familienname)
Blau ist ein deutscher Familienname.

## Namensträger
- Aljoscha Blau (* 1972), deutscher Künstler und Bilderbuchillustrator
- Andreas Blau (Unternehmer), deutscher Unternehmer
- Andreas Blau (Musiker) (* 1949), deutscher Flötist
- Bruno Blau (1881–1954), deutscher Sozialstatistiker des deutschen Judentums
- Dick Blau (Richard Miles Blau; * 1943), US-amerikanischer Fotograf, Filmemacher und Medienwissenschaftler
- Édouard Blau (1836–1906), französischer Schriftsteller und Librettist
- Eric Blau (1921–2009), US-amerikanischer Schriftsteller
- Felix Anton Blau (1754–1798), deutscher katholischer Aufklärungstheologe, Mitglied der Mainzer Republik
- Francine Blau (* 1946), US-amerikanische Wirtschaftswissenschaftlerin
- Freda Meissner-Blau (1927–2015), österreichische Politikerin
- Fritz Blau (1865–1929), Chemiker und Senior der Wissenschaftler des Osram-Konzerns
- Gisela Blau (* 1942), Schweizer Journalistin und Autorin
- Gudula Blau (* 1940), deutsche Sängerin und Schauspielerin
- Günter Blau (1915–2013), deutscher Jurist
- Günther Blau (1922–2007), deutscher Maler
- Hagen Blau (* 1935), deutscher Diplomat und Geheimagent
- Hans Blau (1869–1939), Schweizer Beamter
- Hans-Joachim Blau (1934–2014), deutscher Mediziner und Hochschullehrer
- Helen Blau (* 1948), britisch-amerikanische Biologin und Hochschullehrerin
- Herbert Blau (1926–2013), US-amerikanischer Autor und Theaterregisseur
- Hermann Blau (1871–1944), deutscher Chemiker
- Inge Blau (* 1951), deutsche Schauspielerin
- Jenő Blau, Geburtsname von Eugene Ormandy (1899–1985), US-amerikanischer Dirigent und Geiger ungarischer Herkunft
- Josef Blau (1872–1960), deutscher Lehrer, Heimatforscher und Volkskundler
- Joshua Blau (1919–2020), israelischer Arabist und Semitist
- Julius Blau (1861–1939), deutscher Rechtsanwalt und Notar
- Karl Blau (1930–1994), deutscher Politiker und Funktionär der NDPD
- Lajos Blau (1861–1936), ungarisch-jüdischer Gelehrter und Rabbiner, siehe Ludwig Blau
- Lajos Blau (1880–1948), britischer Drehbuchautor, siehe Lajos Biró
- Ludwig Blau (1861–1936), ungarischer Gelehrter und Rabbiner
- Ludwig Wilhelm Blau (Lui Blau; 1894–1978), US-amerikanischer Geophysiker deutscher Herkunft
- Luigi Blau (1945–2023), österreichischer Architekt und Möbeldesigner
- Marietta Blau (1894–1970), österreichische Physikerin
- Otto Blau (Orientalist) (1828–1879), deutscher Diplomat und Orientalist
- Otto Blau (Musikverleger) (1893–1980), deutscher Jurist und Musikverleger
- Paul Blau (Theologe) (1861–1944), deutscher Theologe und Autor
- Paul Blau (Publizist) (1915–2005), österreichischer Publizist
- Peter Blau (1918–2002), US-amerikanischer Soziologe
- Rolf Blau (* 1952), deutscher Fußballspieler
- Rudolf Blau (* 1927), deutscher Offizier (NVA) und Abgeordneter der Volkskammer der DDR
- Sarah Blau (* 1973), israelische Schriftstellerin
- Sebastian Blau (1901–1986), deutscher Schriftsteller, siehe Josef Eberle (Schriftsteller)
- Stefan Blau, deutscher Filmeditor
- Tina Blau (1845–1916), österreichische Malerin
- Ulrich Blau (* 1940), deutscher Philosoph
- Wolfgang Blau (* 1967), deutscher Publizist